# Manhattan Project (Dizzy Reece)
| Recensione | Giudizio |
| ---------- | -------- |
| AllMusic   | [ 1 ]    |

Manhattan Project è un album discografico del trombettista jazz Dizzy Reece (a nome Dizzy Reece Sextet), pubblicato dall'etichetta discografica Bee Hive Records nel 1978.

## Tracce
Lato A
1. Con Man – 8:55 (Dizzy Reece)
2. Manhattan Walk – 7:59 (Dizzy Reece)
3. Yule on the Hudson – 9:05 (Dizzy Reece)

Lato B
1. Woody 'n You – 13:20 (Dizzy Gillespie)
2. One for Trane – 7:57 (Mickey Bass)

## Musicisti
- Dizzy Reece - tromba
- Clifford Jordan - sassofono tenore
- Charles Davis - sassofono tenore
- Albert Dailey - pianoforte
- Art Davis - contrabbasso
- Roy Haynes - batteria

Note aggiuntive
- Neumann Norsworthy - produttore
- Registrazioni effettuate il 17 gennaio 1978 al Blue Rock Studio di New York
- Hank Hechtman - copertina LP
- Len Speier - fotografia[2]